# Mes Aïeux
Mes Aïeux (укр. Міз Аю; з фр.: Мої предки) — квебекський фольклорний гурт, заснований у 1996 році.

## Стиль
Хоча гурт є лідером квебекської «нео-традиційної» сцени, він використовує сучасний нахил цього стилю, запозичуючи історії та персонажів з франко-канадського фольклору, щоб писати на сучасні теми з відтінком гумору. Ці теми включають глобалізацію, політику, критику та висміювання Тихої революції, надмірне медикаментозне лікування, шалений темп сучасного життя, новітню історію Квебеку, тощо. Деякі з їхніх пісень пов'язані з особистостями з історії Квебеку, такі як «Коридор Корріво», «Великий Антоніо» та «Алексіс ле Троттер». Гурт також написав гумористичні пісні про культурні феномени Квебеку, такі як путін

## Дискографія
З моменту заснування гурт випустив шість альбомів:
- Ça parle au diable (2000)
- Entre les branches (2001)
- En famille (2004)
- Tire-toi une bûche (Live) (2006)
- La ligne orange (2008)
- À l'aube du printemps (2012)